# Неттастоматовые
Неттастоматовые, или утконосые угри (лат. Nettastomatidae) — семейство морских лучепёрых рыб из отряда угреобразных.
В семейство включают 42 вида, 10 из которых известны только по личинкам — лептоцефалам. Взрослые рыбы достигают 125 см в длину, все они имеют сильно вытянутое рыло, на конце которого у некоторых видов имеется щупальцевидный отросток. Утконосые угри обитают в тропической и умеренной зоне океанов на глубине от 500 до 2000 метров. Некоторые виды, например Nettastoma melanurum, устраивают норы в мягком грунте. Питаются в основном макропланктонными ракообразными.

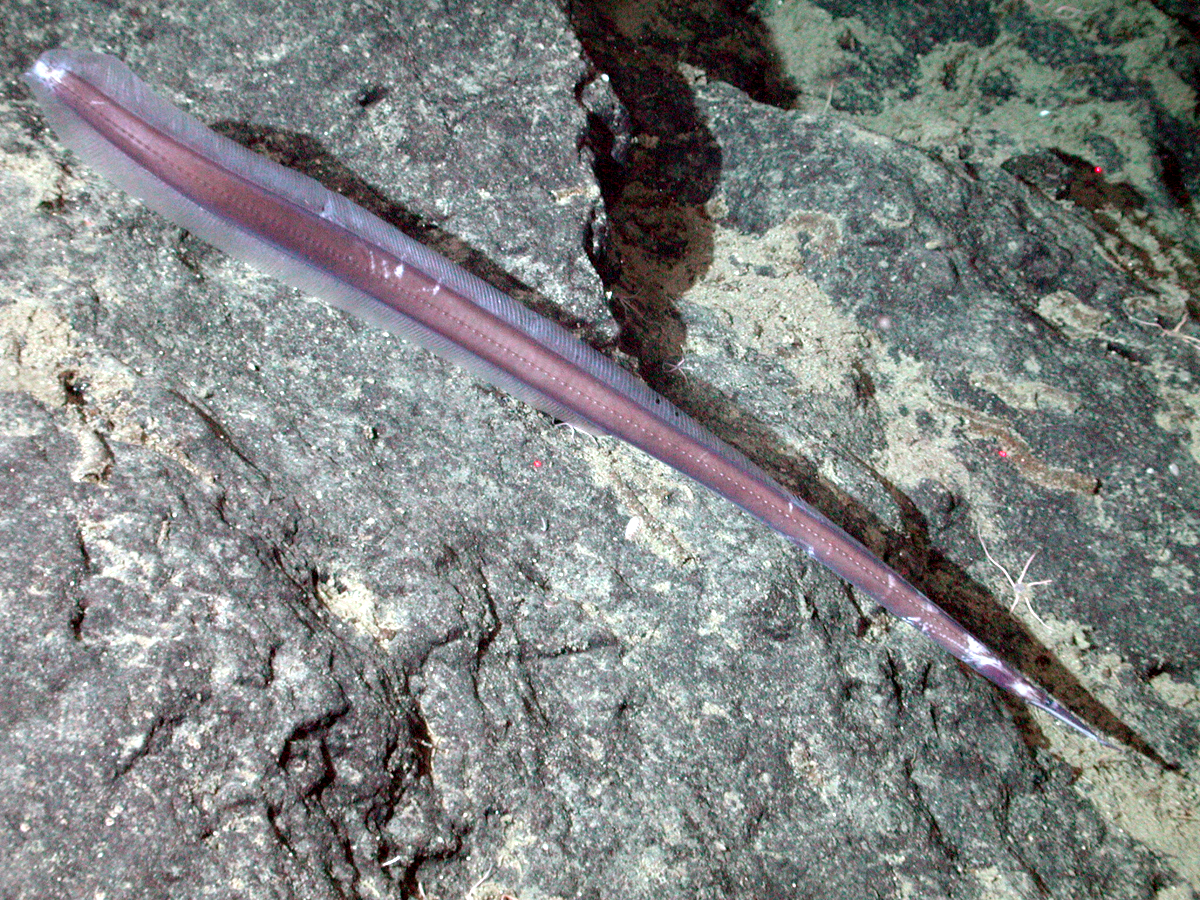
Venefica tentaculata из семейства неттастомовых, на склоне подводной горы Дэвидсон (глубина 1854 м).

## Роды
В состав семейства включают 42 вида, объединяемых в 6 родов:
- Facciolella — Фасциолеллы
- Hoplunnis — Гоплуннисы
- Nettastoma — Неттастомы
- Nettenchelys — Неттенхелисы
- Saurenchelys — Сауренхелы
- Venefica — Венефики